# Luís Peixoto
Luís Carlos Peixoto de Castro (Niterói, 2 de fevereiro de 1889 —Rio de Janeiro, 14 de novembro de 1973) foi um letrista, teatrólogo, poeta, pintor, caricaturista e escultor brasileiro.
. Era sobrinho por parte materna do compositor Leopoldo Miguez.
Peixoto foi parceiro de grandes personalidades da música brasileira como Custódio Mesquita, Chiquinha Gonzaga, Ari Barroso, José Maria de Abreu, bem como teve suas letras cantadas por Carmen Miranda, Elizeth Cardoso, Maria Bethânia e Gal Costa. Trabalhou em jornais e revistas como redator e caricaturista. Por 45 anos foi um dos nomes mais importantes do teatro de revista do Brasil, tendo produzido mais de cem peças do gênero. No carnaval de 1991 foi homenageado pela Unidos de Vila Isabel, que desfilou com o enredo "Luiz Peixoto: E Tome Polca!".